# SLOB
SLOB (Simple List Of Block)  è uno dei tre allocatori di memoria disponibile nel kernel Linux, gli altri due sono SLAB e SLUB. L'allocatore SLOB è progettato per essere un quadro di allocazione piccolo ed efficiente per l'uso in sistemi di piccole dimensioni come i sistemi embedded. Purtroppo, una limitazione importante dell allocatore SLOB è che soffre molto di frammentazione interna.
SLOB attualmente usa un algoritmo first-fit, che utilizza il primo spazio disponibile per la memoria. Di recente in una risposta di Linus Torvalds in una mailing list Linux  ha suggerito l'uso di un algoritmo best-fit, che cerca di trovare un blocco di memoria che si adatta alle esigenze. trova il più piccolo spazio che si adatta alla quantità necessaria a disposizione, evitando la perdita di prestazioni, sia dalla frammentazione e il consolidamento della memoria.
Per impostazione predefinita, il kernel Linux utilizza un sistema di assegnazione slab, e quando la flag CONFIG_SLAB è disabilitata, il kernel ricade utilizzando l'allocatore 'SLOB'  L'allocatore SLOB è stato utilizzato in DSLinux sulla console portatile Nintendo DS.